# Crocus vernus
Crocus vernus, llamado popularmente azafrán silvestre o crocus holandés, es una planta ornamental, perenne y bulbosa perteneciente al género Crocus y a la familia Iridaceae. Es originaria de las zonas altas del sur de Europa, a excepción de los Pirineos. Ha dado origen a numerosas variedades de jardín, de flores grandes,

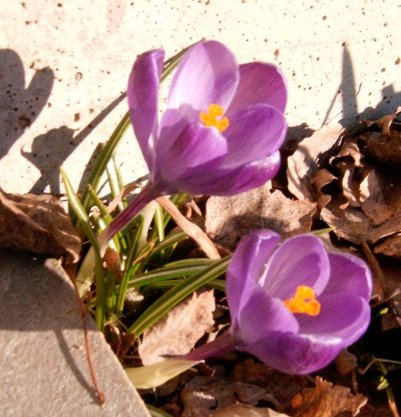
Un cultivar de Crocus vernus.

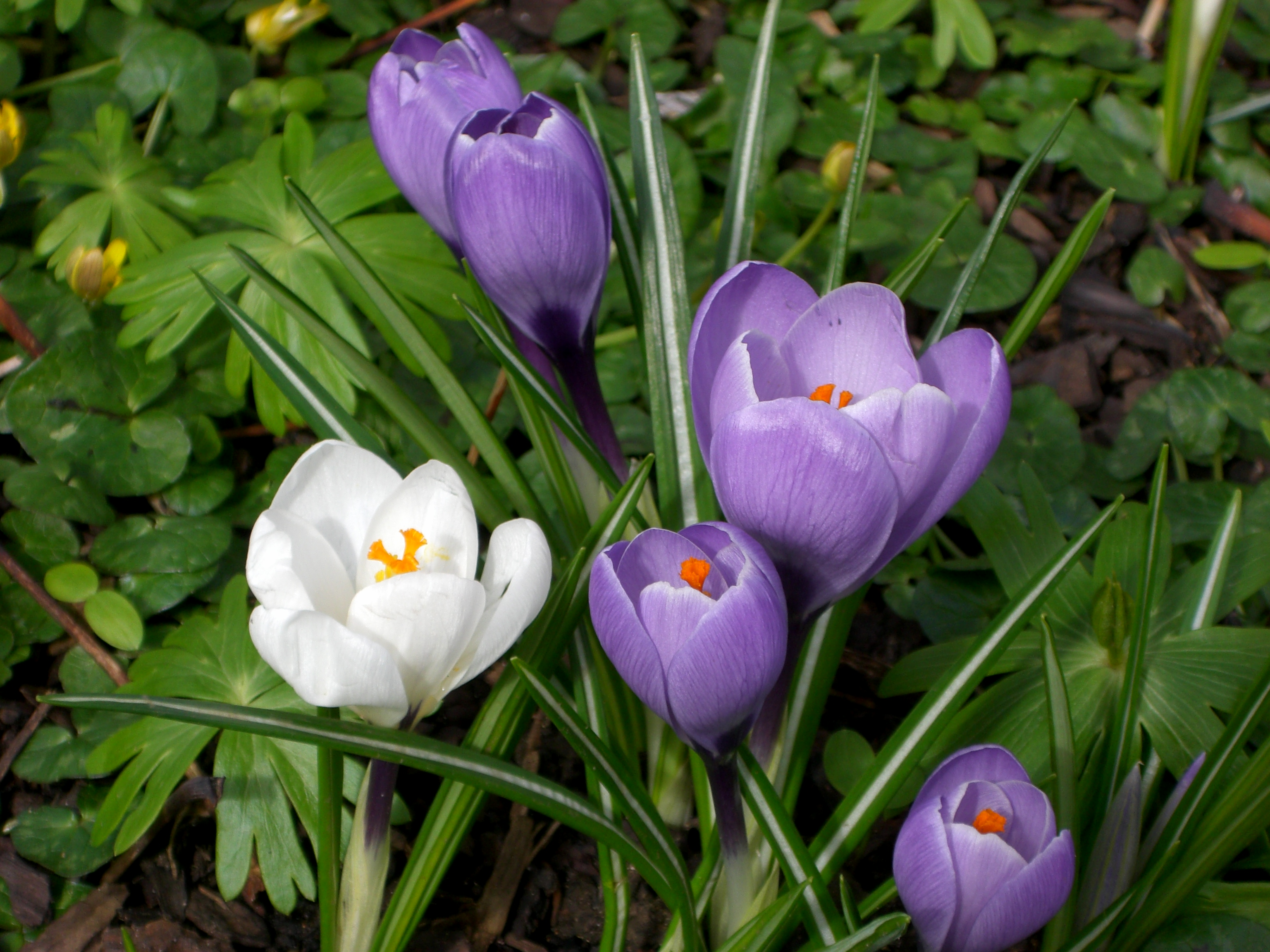
Crocus vernus de color blanco y púrpura.

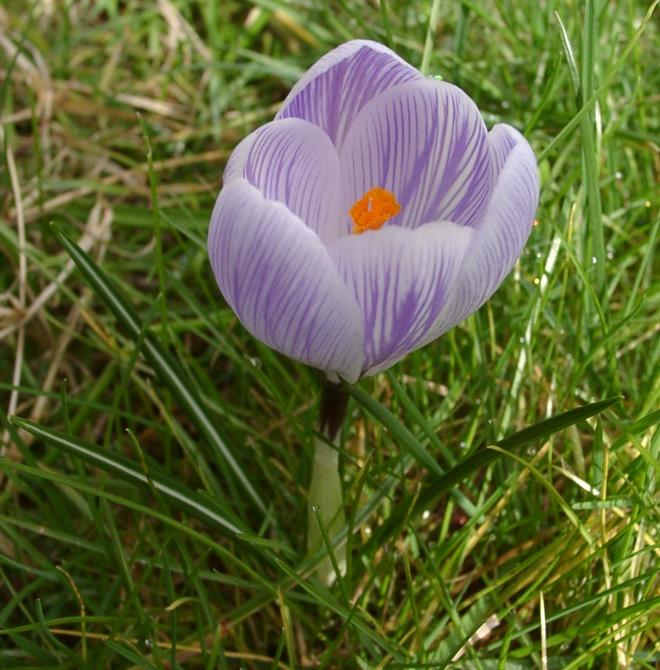
Crocus vernus var. 'Pickwick'

## Descripción
La especie típica tiene un cormo redondeado, 2 a 3 hojas lineales con una nervadura central blanca y produce una flor por bulbo, blancas, amarillas o violetas. Los estambres presentan anteras amarillas y filamentos blancos. El estilo se abre en tres ramas estigmáticas con forma de abanico. Florece tempranamente, a fines del invierno o principios de primavera. 

## Variedades y cultivo
Entre las variedades más conocidas de Crocus vernus se encuentran:
- 'Joan of Arc', con grandes flores blancas.
- 'Negro Boy', con flores rojo púrpura.
- 'Purpureus Grandiflorus', con grandes flores de tono azul-púrpura brillante.
- 'Mammoth Yellow', es la variedad de croco dorado de flor más grande.
- 'Pickwick', de flores blancas con estrías púrpuras.

Es una especie de fácil cultivo, aunque no resiste grandes períodos de sequía. Los cormos se plantan en otoño, en grupos, en un lugar soleado, a una distancia de 8-10 cm entre sí y a 5 cm de profundidad. Se naturaliza con facilidad.

## Multiplicación
La multiplicación se realiza en otoño, por medio de los nuevos cormos que crecen alrededor del cormo original. También se puede multiplicar por semillas aunque en este caso la floración tarda de 3 a 4 años.

## Taxonomía
Crocus vernus fue descrita por William Herbert y publicado en Veg. Syst. 10: 1 1765.
Etimología
Crocus: nombre genérico que deriva de la palabra griega:
κρόκος ( krokos ). Esta, a su vez, es probablemente una palabra tomada de una lengua semítica, relacionada con el hebreo כרכום karkom, arameo ܟܟܘܪܟܟܡܡܐ kurkama y árabe كركم kurkum, lo que significa " azafrán "( Crocus sativus ), "azafrán amarillo" o la cúrcuma (ver Curcuma). La palabra en última instancia se remonta al sánscrito kunkumam (कुङ्कुमं) para "azafrán" a menos que sea en sí mismo descendiente de la palabra semita.
vernus: epíteto latino que significa "de la primavera".
Sinonimia
Sinonimia de Crocus vernus subsp. albiflorus  (Kit. ex Schult.) Ces., Not. Nat. Civ. Lombardia 1: 315 (1844):
- Crocus albiflorus Kit. ex Schult., Oestr. Fl., ed. 2, 1: 101 (1814).
- Crocus heuffelianus subsp. albiflorus (Kit. ex Schult.) Nyman, Consp. Fl. Eur.: 708 (1882).
- Crocus caeruleus Weston, Bot. Univ. 2: 237 (1771).
- Crocus rubens Weston, Bot. Univ. 2: 238 (1771).
- Crocus acutiflorus Seidl, Naturalientausch 9: 123 (1825).
- Crocus siculus Tineo in G.Gussone, Fl. Sicul. Prodr., Suppl. 1: 7 (1832).
- Crocus montenegrinus A.Kern. ex Maw, Gard. Chron., II, 16: 368 (1881).
- Crocus appendiculatus A.Kern. ex Maw, Crocus: 143 (1886), pro syn.
- Crocus montanus Hoppe ex Maw, Crocus: 152 (1886), pro syn.
- Crocus vilmae Fiala, Oesterr. Bot. Z. 40: 247 (1890).
- Crocus pygmaeus Lojac., Fl. Sicul. 3: 58 (1909).[6]